# جورج دينمان
جورج دينمان (بالإنجليزية: George Denman)‏ هو مدرب كرة سلة أمريكي، ولد في 23 مارس 1874 في ماساتشوستس في الولايات المتحدة، وتوفي في 6 يونيو 1952.

## وصلات خارجية
- جورج دينمان على موقع كلية كرة السلة في سبورتس رفرنس.كوم (الإنجليزية)